# Alopecia areata
L'alopecia areata, chiamata in passato Area Celsi, è una patologia in cui la repentina caduta dei capelli, o di altri peli del corpo, si manifesta tipicamente a chiazze glabre o aree, da cui il nome. Solitamente le prime chiazze si manifestano nel cuoio capelluto e, nella maggior parte dei casi, si risolve spontaneamente, senza mostrare segni di cicatrici.. Nell'1% circa dei casi la patologia può estendersi all'intero cuoio capelluto (alopecia totale, AT) o a tutto il corpo (alopecia universale, AU) con la totale perdita di tutti i peli del corpo. Questa patologia era già conosciuta ai tempi degli antichi egizi.

## Epidemiologia
La malattia, una delle più diffuse al mondo, interessa tutta la popolazione soprattutto prima della quarta decade anche se si sono registrati casi in tutte le età, anche in bambini da 0 ai 5 anni. Per quanto riguarda la sua incidenza è stato ipotizzato che l'1,7% della popolazione abbia avuto un caso di alopecia areata nella propria vita, la malattia non mostra preferenze per quanto riguarda il sesso, inoltre costituisce un fattore di rischio la sindrome di Down. La malattia mostra anche familiarità, ovvero il fatto che un genitore abbia avuto in passato un caso di alopecia areata aumenta la possibilità nel figlio di avere tale patologia.
La difficoltà di una valutazione epidemiologica corretta è principalmente dovuta ad un naturale istinto del paziente di "nascondersi" o di non manifestare comunque la patologia da cui è affetto.
Secondo gli ultimi dati disponibili (2012) l'alopecia areata totale ha una diffusione di 10,5 casi su 100 000 mentre l'alopecia areata universale è di 25 casi su 100 000 pertanto sono da considerare malattie rare e anche malattie croniche recidivanti.
Al momento, però, non sono ancora iscritte nell'elenco delle malattie rare del SSN Italiano.

## Tipi
In base alle sue manifestazioni:
- Alopecia Areata monolocularis: è un'AA che si manifesta in un unico punto del cuoio capelluto.
- Alopecia Areata multilocularis: è un'AA che si manifesta in zone multiple del cuoio capelluto.
- Alopecia Totale: è un'AA che si manifesta su tutta l'area del cuoio capelluto.
- Alopecia Universale: è un'AA che si manifesta su tutto il corpo, compreso zone pubiche, ascelle, ciglia, sopracciglia e altre, raramente risponde alle terapie.[11]
- Alopecia Barbae: è un'AA che si manifesta limitatamente alla barba
- Alopecia Areata Ophiasis: è una forma di AA limitata a regioni periferiche del cuoio capelluto, cioè la zona posteriore del capo da orecchio a orecchio e/o la regione occipitale e temporale.[12] Il termine Ophiasis indica la forma sinuosa di questa tipologia di AA e deriva dal latino "serpente". Cornelius Celsus ha coniato il termine nel 30 a.C.[13]

Esistono diversi altri svariati nomi per indicare la stessa patologia, che prende forme leggermente diverse, e che nei secoli sono serviti anche per coprire sia la mancanza di conoscenza medica che per colpire e impressionare il paziente. Infatti la parola alopecia indica la pura mancanza di peli dove dovrebbero esserci.
In base alla eziopatogenesi:
- Tipo comune: insorge in giovane età, infanzia o adolescenza. Non è associata ad altre patologie ed è guaribile.
- Tipo autoimmune: insorge dopo i 40 di età, in associazione con malattie autoimmuni.
- Tipo ipertensivo: insorge in giovani adulti con diatesi ipertensiva. Evoluzione verso la alopecia totale.
- Tipo atopico: ad insorgenza infantile con associazione ad atopie. Prognosi sfavorevole ed evoluzione verso la alopecia totale.

## Storia
La malattia era conosciuta già ai tempi del medico greco Ippocrate e del romano Aulo Cornelio Celso che descrisse due forme di alopecia areata. In seguito passarono molti anni prima che il termine venisse di nuovo utilizzato, le possibili cause furono studiate solo a partire dal ventesimo secolo.

## Eziologia

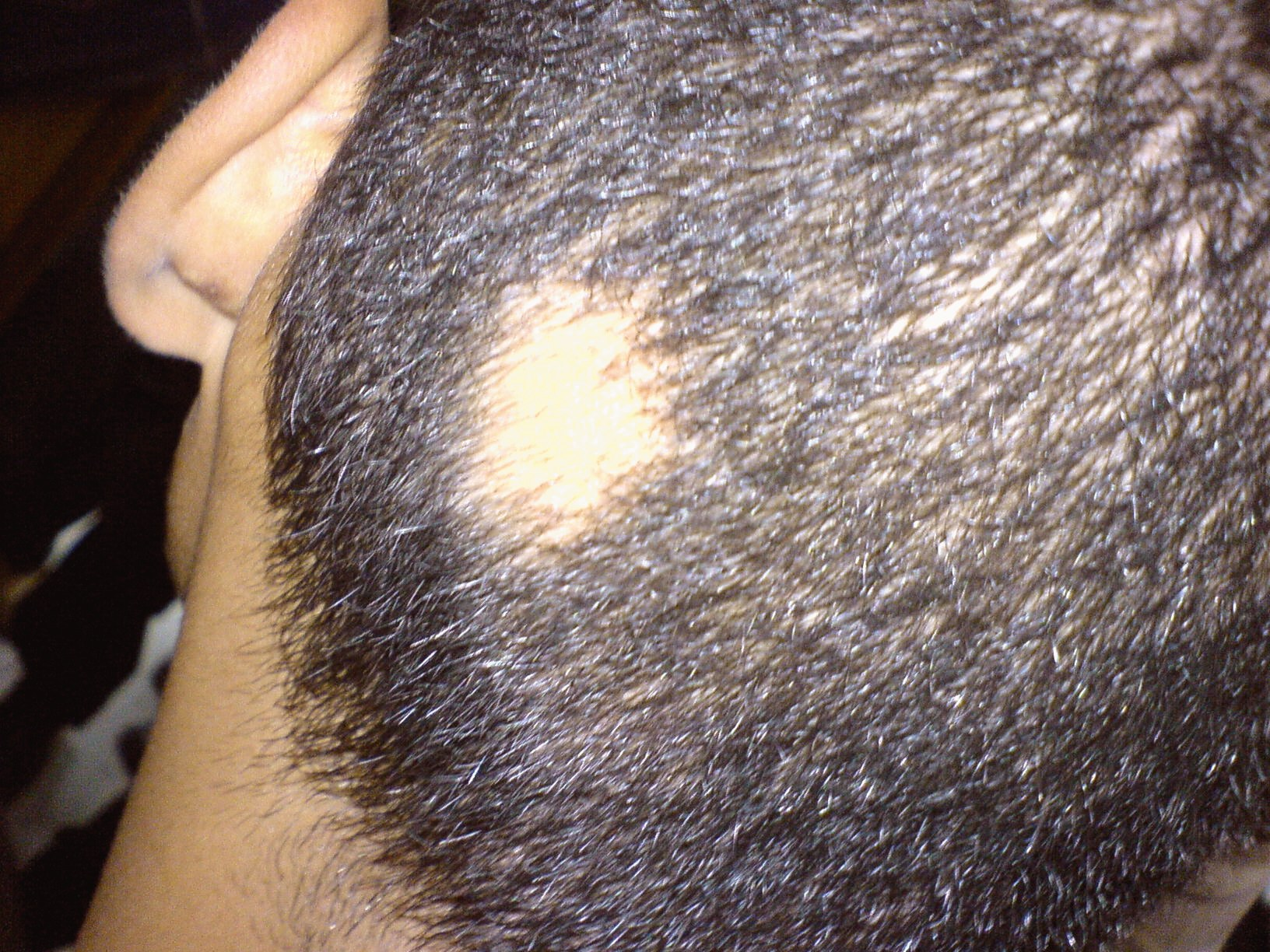
Un esempio di alopecia areata classica

L'eziologia e la patogenesi di tale manifestazione non sono chiare, sono varie le ipotesi che si stanno studiando nella letteratura medica:
- Secondo la teoria più accreditata[15] si tratterebbe di una componente immunopatologica (dovuta spesso all'attacco degli anticorpi IgE,[16] quelli specifici allergici, o più generalmente degli antigeni dei leucociti umani di seconda classe e linfociti T[17]); in sostanza si produrrebbe una reazione immunitaria anomala in grado di danneggiare, transitoriamente e localmente, i follicoli piliferi.
- Inoltre si collegherebbe alla genetica[18], infatti tale condizione sembra colpire le persone che hanno una predisposizione a livello genetico,[19] e in questa direzione si sta orientando la sperimentazione clinica più moderna.[20]
- Un'altra ipotesi riguarda la quantità di ferro presente nel corpo umano, anche se i dati non risultano sufficienti per valutare quanto la mancanza di ferro, e in genere la malnutrizione, abbia un ruolo nell'alopecia areata,[21] ciò porta nella ricerca medica a risultati contrastanti.[22]
- Lo stress psicologico non è mai la causa ma, tuttalpiù, viene visto come un elemento che peggiora la patologia,[23] pochi studi sono stati fatti per comprendere quale sia l'esatta correlazione.[24] L'alopecia al contrario può certamente essere la causa dello stress psicologico.

Recentemente (luglio 2010) in un articolo pubblicato su "Nature" è stata confermata l'origine genetica della Alopecia Areata e risultano implicati ben otto geni di cui alcuni anche responsabili di altre patologie autoimmuni fra cui l'artrite reumatoide, il diabete di tipo 1 e la celiachia. Secondo la Dott.sa Christiano sarà possibile determinare attraverso un test genetico la gravità della malattia usando come "marker" il numero di geni associati alla malattia e presenti in una persona colpita da AA. Questa scoperta di malattia plurigenica potrebbe anche spiegare il comportamento così vario fra paziente e paziente con la patologia.
Non è contagiosa ma può essere ereditaria e si sono registrati dei casi in cui la prole è soggetta ad AA come uno o entrambi i genitori. In altri numerosi casi la patologia non è presente nella prole di genitore AU grave.

## Comorbilità
Celiachia, diabete mellito di tipo 1, artrite reumatoide, psoriasi, artrite psoriasica, vitiligine, lupus eritematoso sistemico, fibromialgia, ipertiroidismo, tiroidite di Hashimoto, gastrite cronica atrofica autoimmune.

## Diagnosi
Solitamente una corretta diagnosi è facile da effettuare, basandosi semplicemente sull'esame clinico (esame obiettivo, più complesso è comprendere di quale delle varie forme si tratti. Si osservano diverse manifestazioni dermatologiche chiare nei punti sospetti: si osservano chiazze glabre (dove si conservano i follicoli e il cuoio capelluto) o capelli cortissimi nelle zone periferiche della chiazza (si parla di misure inferiori ai 10 mm)
Una semplice tecnica diagnostica di primo livello, valutabile da medici professionisti ed esperti in AA, è il cosiddetto "pulling" che consiste nel tirare delicatamente una ciocca di capelli, che sarebbero caduti in ogni caso in breve termine, prossima al bordo di un'area colpita presumibilmente da AA. In presenza di capelli sani solo pochissimi capelli resteranno nelle dita dello specialista mentre in caso di AA moltissimi capelli cadranno, specialmente da zone vicine alle chiazze alopeciche in cui i follicoli sono stati attaccati dagli anticorpi mentre i peli più lontani dall'area sono ancora sani. Il pulling va effettuato una sola volta.
Il metodo diagnostico più efficace, ma solo in rari casi necessario, è una biopsia del cuoio capelluto che dovrà essere eseguita specialmente nei casi di diagnosi differenziale con altre condizioni alopecizzanti locali. La biopsia lascia inevitabilmente un esito cicatriziale.
Per quanto riguarda gli esami diagnostici viene utilizzato il tricogramma.

## Diagnosi differenziale
La AA non è la "normale" caduta dei capelli di cui molti, in particolare gli uomini, sono portatori di manifestazioni evidenti. Quel tipo di Alopecia è l'alopecia androgenetica che ha diversa eziologia, cura e prognosi. Sono due le differenze fondamentali: il tempo di caduta dei capelli e il possibile recupero: nella alopecia areata i tempi sono a volte rapidissimi, mentre nell'alopecia androgenetica la caduta di un capello difficilmente potrà assistere ad una sua rinascita perché, in questo caso, il bulbo si atrofizza progressivamente.
Nella diagnosi differenziale dell'alopecia areata si devono escludere altre patologie che si manifestano in modi simili, quali:
- Tinea capitis (una forma di micosi, patologia causata da funghi) che è un'infezione dovuta a diversi funghi (microsporum o trycophiticum). Essa a differenza della AA è estremamente contagiosa ma, oggi grazie ai farmaci antimicotici, perfettamente curabile ed eradicabile, in quanto dà luogo ad un'alopecia solo temporanea.
- Tricotillomania, è questa una manifestazione psichiatrica nella quale il soggetto si strappa più o meno inconsciamente ciuffi di peli, si osservano infatti, zone di capelli rotti o sfibrati in prossimità dalla base.[30]
- Lupus eritematoso discoide
- Sifilide secondaria[31]
- Alopecia androgenica[32]
- Sindrome dell'anagen lasso[32]
- Forme di masse tumorali che interessano le cute

## Sintomatologia
I primi segni dell'alopecia areata sono rappresentati dalla comparsa di un'o più piccole aree glabre in zone del corpo normalmente pilifere che possono prendere qualsiasi forma ma, più frequentemente, una forma circolare delle dimensioni di una moneta.
Interessa prevalentemente il cuoio capelluto ma, come detto, può interessare qualsiasi parte del corpo e può anche presentarsi con chiazze in estensione e in regressione (o ricrescita) in differenti punti del cuoio capelluto o del corpo. In molti casi si ha la spontanea scomparsa della patologia per un certo periodo o, addirittura, per sempre. (Questo "fenomeno" naturale ha fatto la fortuna di molti "stregoni" che, approfittando del momento di sconforto e di panico del paziente, millantavano poteri straordinari delle loro carissime e preziosissime cure).
Poiché nella malattia il follicolo non muore ma è solo "bloccato" probabilmente da autoanticorpi, generalmente una "non cura" non pregiudica un'efficace terapia successiva. gli anticorpi Poiché molte delle terapie adottate sono a base di ormoni, generalmente cortisonici, è sconsigliabile in pazienti giovani o giovanissimi di adottare queste terapie, preferendo metodi di "attesa" o non ormonali.
Nei casi più severi di alopecia areata si possono manifestare delle forme di distrofie ungueali e trachionichia: unghie fragili e sottili, desquamate in superficie e prive della "lunetta" con addirittura la perdita di consistenza e un'igroscopicità notevole, tali da pregiudicare le capacità e potenzialità manuali del paziente; anche se, più comunemente le unghie non hanno problemi manifesti, se non qualche depressione puntiforme della lamina.
Una caratteristica molto significativa della alopecia areata in fase evolutiva è la presenza di capelli "a punto esclamativo". Questi capelli hanno la caratteristica di apparire assottigliati verso la base, assomigliando quindi ad un punto esclamativo.
L'alopecia areata si manifesta a volte in modo repentino (uno o due mesi dalla prima manifestazione alle forma universale o totale) e questo può causare gravi turbe del paziente quali perdita dell'identità, perdita dell'autostima, depressione psicologica profonda fino all'autolesionismo estremo.
I problemi principali della AA sono di tipo psicologico (perdita dell'immagine di se stessi dovuto alla perdita dei capelli). Paradossalmente, la speranza oggettivamente reale di riottenere i propri capelli causa spesso un'ansia di attesa insoddisfatta che aggrava fortemente il già minato aspetto psicologico.
Ci sono, comunque, alcune patologie che più spesso si accompagnano in pazienti con AA quali allergia alimentare o topiche e, non raro, l'Ipertiroidismo e la Tiroidite di Hashimoto. Altre volte l'AA è accompagnata o preceduta da fenomeni patologici come la Psoriasi o il Lupus.
Altri problemi minori sono, ad esempio, il maggior rischio di scottature solari sul cuoio capelluto nudo, alcuni problemi causati dalla mancanza di peli del naso, come le citate allergie e, d'inverno, lo sgocciolamento del naso.
La mancanza di ciglia è spesso causa di arrossamenti degli occhi per la limitata capacità di evitare al pulviscolo o a qualsiasi materiale microscopico nell'aria di colpire la cornea.
La mancanza di sopracciglia causa, nel caso di sudorazione abbondante, lo sgocciolamento del sudore negli occhi e, quindi, un fortissimo bruciore e, momentaneamente, l'incapacità di vedere.
La mancanza di peluria all'inguine può, nei primi anni della forma universale, provocare arrossamenti della pelle non più protetta dalla azione dei peli.
La mancanza di capelli, quali difesa naturale del capo, può aggravare notevolmente i traumi dovuti ad urti contro oggetti sospesi o, comunque, su cui accidentalmente il paziente cozza con il capo perché, oltre che all'azione meccanica di protezione e di cuscinetto, manca l'azione di "preavviso" (e relativo riflesso di reazione) all'approssimarsi dell'ostacolo.
Nei casi molto gravi di AA, in cui anche le unghie vengono interessate, possono intervenire gravi problemi di manipolazione (raccogliere un piccolo oggetto, premere con forza con un dito, stringere i pugni, manipolare tessuti, togliere un'etichetta ecc.) tali da causare crisi profonde a livello psicologico.
In caso di AA non è possibile eseguire dei rinfoltimenti tipo autotrapianto perché c'è un'altissima probabilità che i bulbi trapiantati vengano colpiti dai linfociti cannibali; questo metodo è invece possibile nel caso di Alopecia Cicatriziale di limitata estensione.
In caso di AA non grave è possibile usare delle tecniche di camouflage per coprire le chiazze prive di capelli o, nel caso di AT, AU o AA grave, l'uso di una parrucca, specie per una donna, può permettere di superare il disagio relazionale e sociale.
Nel caso di AT o AU è possibile rivolgersi a centri specializzati per farsi eseguire un tatuaggio estetico correttivo semipermanente di sopracciglia e del "linear" delle ciglia con ottimi risultati estetici e psicologici per una ritrovata immagine più naturale.

## Terapia
Attualmente non esiste una cura definitiva e certa per la AA, le terapie attuali mostrano effetti temporanei e al cessare della terapia, cessano anche gli effetti, questo è dovuto anche ad una mancanza di studi a lungo termine, infatti spesso non si tiene conto delle recidive.
Una volta scelta una terapia con un professionista dermatologo esperto in AA, questa dovrà essere seguita scrupolosamente per alcuni mesi prima di poter determinare l'efficacia o meno del trattamento.
È opportuno anche ricordare che durante una terapia si possono manifestare delle ricadute parziali che possono minare la fiducia del paziente nella terapia (recidive).
È bene tener presente che fattori come un'assunzione eccessiva di alcolici e il fumo possono aumentare il problema nel quadro clinico e incidere negativamente durante l'attuazione di determinate terapie.

### Terapia non ormonale
Nei casi meno gravi o in presenza di soggetti giovani (prima del completo sviluppo) è opportuno usare terapie non ormonali quali:
- Minoxidil, somministrata in via topica al 2% o 5%.[38]
- Acido squarico[39]
- LASER terapia, dove si sottopone il paziente a determinati laser a eccimeri, ovvero a dispositivi che riescono a produrre luce laser (ultravioletto), sono di diversi tipi, ma il 308 nm (intesa come lunghezza d'onda dei raggi) è quello più utilizzato,[40][41]
- PUVA terapia, con risultati positivi più nella forma universale (la percentuale di ricrescita a volte supera anche il 90%) che in quella totale.[42]
- Mecloretamina[43]
- Antralina,[43] con dose 0,5-1% sulla cute interessata, in seguito attendere una decina di minuti e poi lavare (periodo massimo di attesa 30 minuti, che viene considerato come limite massimo per la persona di tolleranza al potente farmaco)[19]
- Ciclosporina, il farmaco che normalmente porta come effetto collaterale l'ipertricosi e viene per questo da molti anni studiato in letteratura, con risultati contrastanti,[44] viene somministrato a dosi di 200 mg due volte al giorno in combinazione con corticosteroidi,[45] mentre utilizzato singolarmente non fornisce risultati soddisfacenti.[46] Si tratta infatti di un immunosoppressore maggiore che può causare lesioni a: fegato e reni. Inoltre, dopo la somministrazione, questo farmaco resta in circolo per un anno e mezzo. Nonostante nel 2003 in un congresso americano sulla AA sia stato riconosciuto come assolutamente inefficace, il farmaco antirigetto viene ancora prescritto e può essere estremamente dannoso per i pesanti effetti collaterali che provoca. Oltre a questi effetti collaterali gravi per la salute, si sono registrati casi di AT evoluta in AU dopo un trattamento con questo farmaco; anche se la causa/effetto non è provata è comunque provata l'inutilità della terapia oltre che ben conosciuta la pericolosità degli effetti collaterali.[senza fonte]
- Efalizumab, è stato recentemente sperimentato,[47] e la cui utilità è ad oggi controversa.[48]
- Azatioprina, che può ripristinare il normale livello degli anticorpi con la sua azione immunosoppressiva a bassa tossicità.
- ritlecitinib : approvato dall'Agenzia italiana del farmaco per l'Alopecia Areata severa negli adulti e adolescenti di età pari o superiore a 12 anni. Ciò segue allo studio Allegro, un trial clinico internazionale che ha coinvolto 718 pazienti con una perdita di capelli sul cuoio capelluto pari o superiore al 50%.[49][50][51]

### Terapia ormonale
Nei casi gravi di AA si può considerare la possibilità di trattamenti ormonali e, tipicamente, con cortisonici, ma gli effetti collaterali, tipici di questa classe farmacologica, sono sempre in agguato.

I trattamenti cortisonici che si sono rivelati più efficaci e con la minor quantità di effetti collaterali sono i trattamenti locali per via intradermica o lesionale, coadiuvati da contemporanea assunzione di farmaci o/e integratori alimentari opportuni.
- Prednisone, somministrazione a basse dosi (durata somministrazione può arrivare anche a sei mesi) i cui effetti collaterali possono essere diminuiti per una dose minore dovuta al contemporaneo uso del minoxidil[52] e recentemente è stato provato con buoni risultati in associazione con il metotrexato,[53]
- Triamcinolone acetonide e il 6-metil-prednisolone acetato, iniettati localmente per via intradermica nella lesione quando la manifestazione è di piccola entità.[19]
- Betametasone, (in soluzione al 0,05%, 2 volte al giorno)[54]

Recentemente si è constatato che i pazienti portatori di patologie autoimmuni, come anche l'AA, sono carenti della cosiddetta vitamina D che è in realtà un ormone che viene fissato nel corpo attraverso l'esposizione al sole (raggi UVB). Una terapia a base di farmaci contenenti questo ormone, tale da instaurare una presenza naturale medio alta (60 - 80 ng/ml ) ha prodotto una remissione della patologia in persone colpite da AU.

### Terapie alternative
Negli ultimi anni si stanno sviluppando nuove metodologie di utilizzo per la cura dell'alopecia areata soprattutto per quanto riguarda il lato psicologico della patologia, usando ad esempio l'ipnosi, inoltre anche l'agopuntura è stata sperimentata.
Alcuni risultati con trattamento non clinico sono stati osservati con l'ingestione di agenti antinfiammatori naturali, oli di Borragine e ribes nero.

### Trattamenti non efficaci
Molti sono i trattamenti documentatamente inefficaci per la terapia delle alopecie areate e in alcuni casi possono rivelarsi anche molto dannosi. Le applicazioni di neve carbonica (crioterapia) non è di nessuna efficacia dimostrata ed è solo dolorosa per il paziente.

## Prognosi
La prognosi è di difficile definizione, molti sono gli elementi che possono influire sulla durata della manifestazione, come la presenza di malformazioni dell'unghia, risulta peggiore negli adolescenti.

## Relazioni psicosociali
La patologia, anche se sovente mostra una prognosi benigna, causa effetti devastanti sulla psicologia dell'individuo.
Poiché la perdita repentina dei capelli conduce a cambiamenti significativi dell'aspetto, i pazienti affetti possono avvertire problemi di fobie (paura di spazi ampi e di posti affollati), ansia, depressione sociale, perdita dell'identità, scoraggiamento per un futuro non conforme alle aspettative precedenti alla patologia.
Nei casi severi, dove la probabilità di ricrescita dei capelli è scarsa, gli individui faticano ad adattarsi alla circostanza, psicologicamente inaccettabile, con la conseguente ricerca di una cura "ad ogni costo".
L'uso di una protesi estetica (parrucca) adeguata può aiutare la persona affetta dalla patologia a superare una parte dei problemi che derivano dal cambiamento estetico. Il problema psicologico ed estetico è maggiormente sentito dalle donne piuttosto che dagli uomini. Nei gruppi di auto-aiuto e nelle associazioni la presenza è per oltre il 90% femminile.

### Relazioni psicosociali nei preadolescenti
Per quanto riguarda i preadolescenti che sviluppano casi di alopecia areata, risulta importante l'appoggio familiare, mentre spesso viene considerato utile l'approccio con uno specialista.
Nell'adolescenza la malattia è vissuta in modo completamente diverso, i ragazzi si sentono quasi abbandonati dalla società, soprattutto in relazione ai rapporti con i coetanei, a volte evitandoli, in altri casi sfociando in reazioni di bullismo sia passivo che attivo. Spesso risultano utili gruppi di supporto, dove vengono coinvolti ragazzi con la stessa patologia e i loro parenti: i ragazzi in questo modo riescono a conoscere la propria malattia, con la possibilità di una convivenza più serena con essa. L'ASAA ( Associazione Sostegno Alopecia Areata ONLUS ) ha costituito dal 2010 un'apposita sezione "Famiglie e Minori" per organizzare anche in Italia questi gruppi di supporto ai preadolescenti.
Si è constatato che è possibile ottenere ottimi risultati quando il minore non tende a nascondere caparbiamente il problema ma, anzi, ne parla apertamente anche "acculturando" coetanei, genitori e insegnanti sulla realtà del problema. L'ignoranza su questa malattia, assolutamente non contagiosa, fa sì che i genitori dei coetanei tendano a isolare il piccolo dai propri figli per un eccesso di prudenza. Soprattutto nell'ambiente scolastico, un colloquio chiarificatore tra gli insegnanti e i genitori dei coetanei aiuta moltissimo a risolvere le incomprensioni.
Un altro problema piuttosto frequente è l'eccessiva protezione dei genitori nei confronti del minore affetto da alopecia areata. È importante invece avere un comportamento normale verso il figlio e assolutamente non iperprotettivo. Si sono raccolte testimonianze di persone affette dalla malattia che, arrivate alla maturità, lamentavano di aver subito da piccoli una costante pressione dai genitori che ricordavano loro continuamente la presenza del problema. .